# Vermelho mordente 5
Vermelho mordente 5, vermelho cromo antraceno A ou 3-[(2,4-diidroxifenil)azo]-4-hidroxibenzenossulfonato de sódio é o composto orgânico, corante azo-composto, de fórmula C12H19N2NaO6S e massa  molecular 332,27. Classificado com o número CAS 3564-26-9, C.I. 14290 e CBNumber CB7503111. É solúvel em água onde forma uma solução alaranjada a laranja acastanhada brilhante. Levemente solúvel em etanol produzindo solução amarelo alaranjado. Solúvel em acetona. 

## Obtenção
É obtido pela diazotação do ácido 3-amino-4-hidroxibenzenossulfônico e copulação com o resorcinol.

## Usos
É usado em microscopia de fluorescência.